# Ice Pickin'
| Recensione | Giudizio |
| ---------- | -------- |
| AllMusic   |          |

Ice Pickin' è un Album in studio del chitarrista blues statunitense Albert Collins, pubblicato dalla Alligator Records nel dicembre del 1978.
L'album ebbe una nomination al Grammy Awards 1979 come Best Ethnic or Traditional Recording (vinta da un altro bluesman: Muddy Waters).

## Tracce

### LP (1978, Alligator Records, AL 4713)
Lato A
1. Honey, Hush! – 4:28 (Lowell Fulson, Ferdinand Washington)
2. When the Welfare Turns It's Back on You – 5:26 (Sonny Thompson, Lucious Weaver)
3. Ice Pick (Strumentale) – 3:07 (musica: Albert Collins)
4. Cold, Cold Feeling – 5:19 (Jessie Mae Robinson)

Durata totale: 18:20
Lato B
1. Too Tired – 3:00 (Johnny "Guitar" Watson, Maxwell Davis, Sam Ling (Saul Samuel Bihari))
2. Master Charge – 5:14 (Gwendolyn Collins)
3. Conversation with Collins – 8:50 (Albert Collins)
4. Avalanche (Strumentale) – 2:37 (musica: Albert Collins)

Durata totale: 19:41

## Formazione
- Albert Collins – voce, chitarra
- Larry Burton – chitarra
- Alan Batts – tastiere
- Aron Burton – basso
- Casey Jones – batteria
- A.C. Reed – sassofono tenore
- Chuck Smith – sassofono baritono

### Produzione
- Bruce Iglauer, Richard McLeese e Dick Shurman – produzione
- Gwendolyn Collins – assistente alla produzione
- Registrazioni effettuate al Curtom Studios di Chicago, Illinois
- Freddie Breitberg – ingegnere delle registrazioni
- Eddie B. Flick – assistente ingegnere delle registrazioni
- Ross & Harvey Graphics – grafica e design copertina album originale
- Jim Matusik – foto copertina album originale
- Bruce Iglauer e Lee Hildebrand – note retrocopertina album originale[4]